# Waterville (Irlanda)
Waterville (An Coireán en irlandés) es una ciudad del condado de Kerry, República de Irlanda, situado en la costa oeste de Irlanda, en la península de Iveragh. Está situada en un estrecho istmo, con Lough Currane al este y la bahía de Ballinskelligs al oeste, y con el río Currane uniendo las dos.

## Historia
Fue en este pequeño río donde la familia Butler construyó su casa a finales del siglo XVIII. Probablemente debido su situación geográfica, dieron el nombre de Waterville (Ciudad del Agua) a su propiedad. Más tarde, ya en el comienzo del siglo XIX, otras casas se juntaron. La pequeña aglomeración mantuvo el nombre dado por los sus fundadores.
La historia de la ciudad está ligada al establecimiento del primer cable submarino de comunicaciones transatlánticas que, en el año de 1880, unió Waterville a Canso, en Nueva Escocia. A pesar de esto, nunca dejó de ser la pequeña ciudad que todavía es hoy.

## Turismo

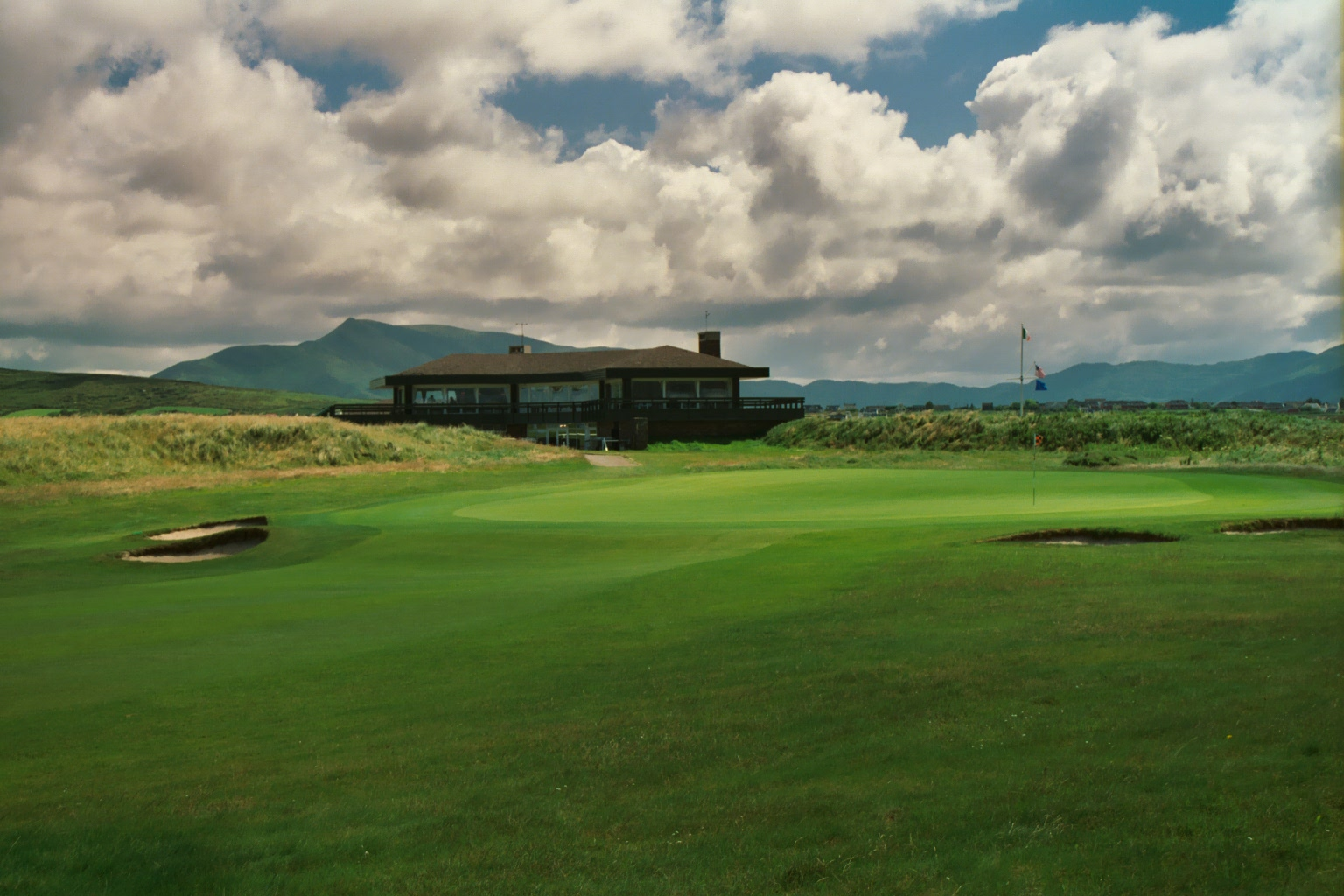
Waterville Golf Course

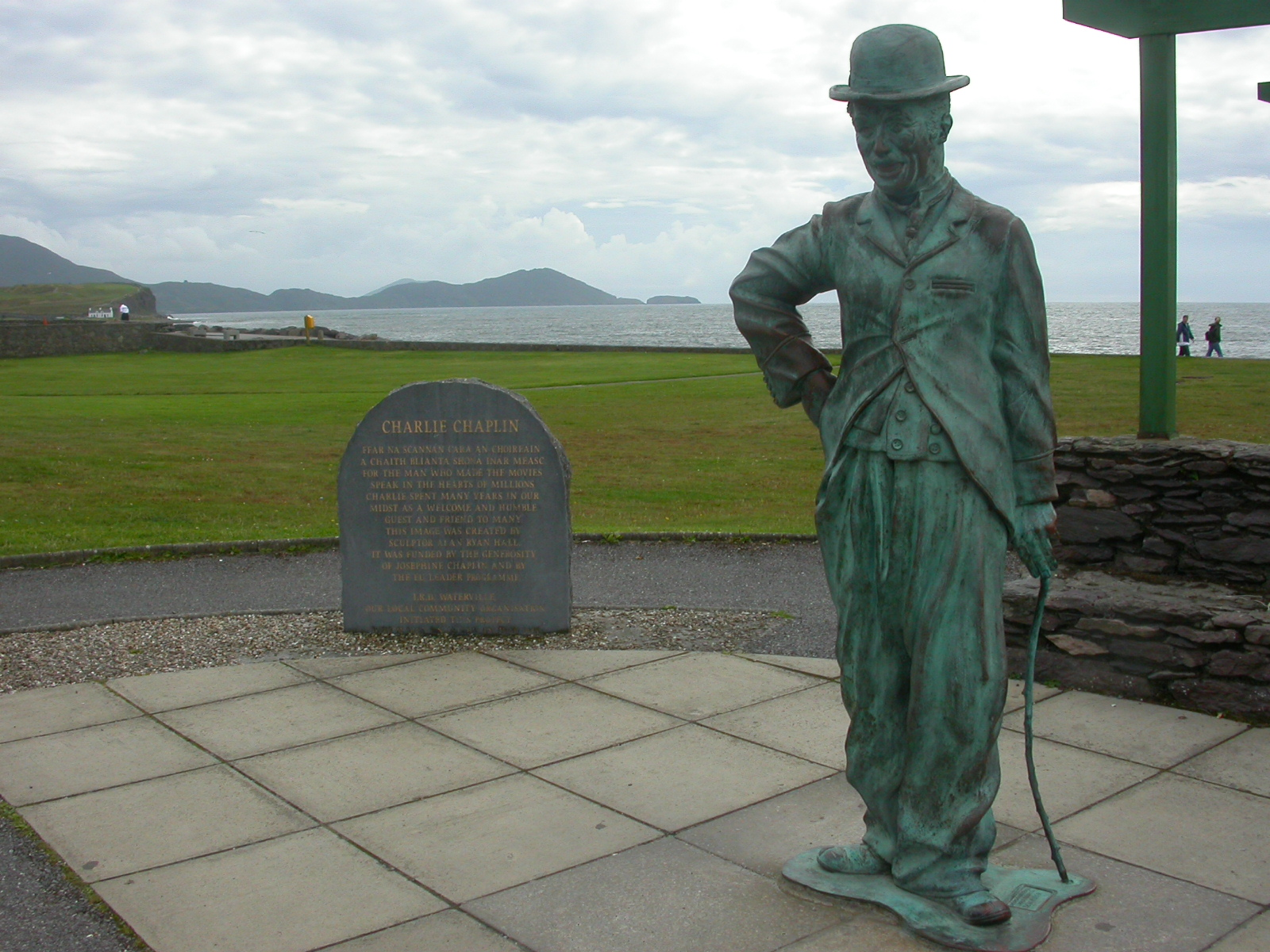
Estatua de bronce de Charlie Chaplin, en Waterville.

Situada en una zona de bahías donde desembocan pequeños ríos, Waterville es, desde hace mucho, famosa por sus concursos de pesca deportiva del salmón.
Posee uno de los cinco mejores campos de golf de Irlanda y un centro ecuestre que permite realizar paseos a caballo por las playas de la región.

## Cultura
La ciudad está dotada de un moderno Centro Artístico y Educacional.
Waterville era uno de los sitios preferidos por Charlie Chaplin para pasar las vacaciones con su familia. En su memoria existe, en un jardín frente a la playa, una estatua en bronce representando la conocida figura de Charlot.